# 켄트 헤어

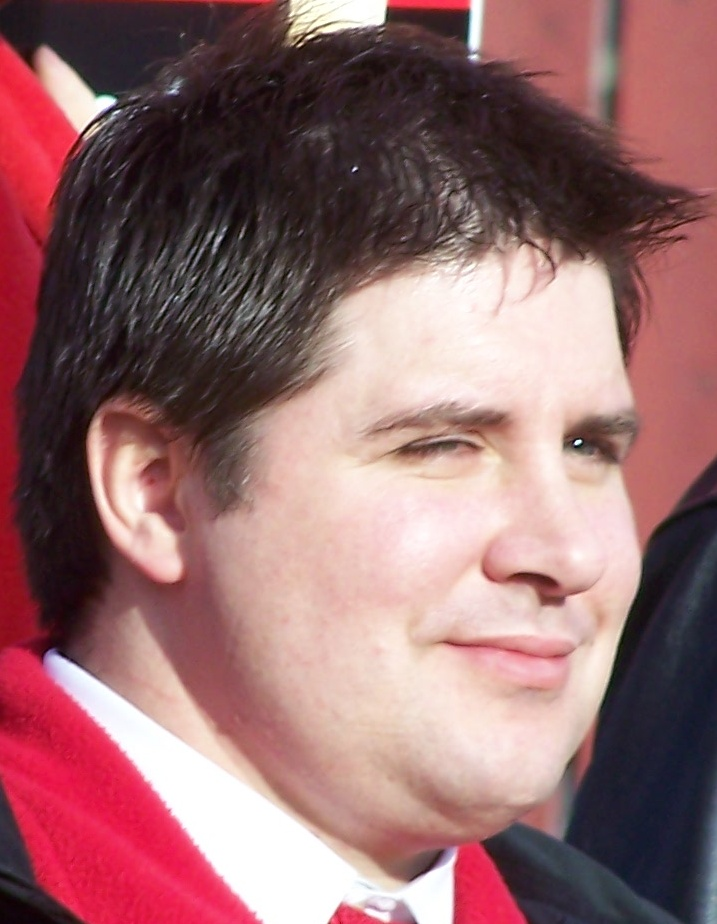

켄트 헤르(Kent Hehr, 1969년 12월 16일 ~)는 캐나다의 정치인이다. 2015년 캐나다 연방 선거에서 캘거리 지역의 캐나다 자유당 의원으로 선출되었다. 2015년 11월 4일에 캐나다 재향군인 문제 담당 장관에 임명되었고, 2017년 8월에 캐나다 체육 및 장애인 담당 장관에 임명되었다.